# Dedo III
Dedo III (zm. 16 sierpnia 1190 r.) – margrabia Łużyc od 1185 r., hrabia Groitzsch od 1156 r. z rodu Wettynów.

## Życiorys
Dedo, piąty tego imienia w rodzie Wettynów, nazywany "Grubym", był jednym z młodszych synów margrabiego Miśni i Łużyc Konrada Wielkiego oraz Ludgardy z Ravensburga. W podziale ojcowizny w 1156 r. otrzymał Rochlitz oraz hrabstwo Groitzsch (to ostatnie mógł otrzymać już w 1144 r. po śmierci Berty z Groitzsch, żony stryja Dedona, Dedona IV). Rozbudował zamek w Rochlitz, który uczynił swoją rezydencją. Wspólnie ze swym bratem, margrabią Łużyc Dytrykiem wspierał politykę cesarza Fryderyka I Barbarossy i uczestniczył w jego działaniach politycznych i wojskowych. Po śmierci Dytryka otrzymał od cesarza marchię łużycką. W konflikcie pomiędzy bratem Ottonem i jego synem Albrechtem stanął po stronie tego ostatniego i nawet przejął pieczę na uwięzionym przez Albrechta bratem. 
Dedo zmarł w wyniku operacji, która miała na celu zmniejszenie jego tuszy. Poddał się jej, aby móc towarzyszyć królowi Niemiec Henrykowi VI w wyprawie do Italii. Został pochowany w kościele ufundowanego przez siebie klasztoru Zschillen.

## Rodzina
Żoną Dedona była Matylda (zmarła 20 stycznia 1189 r.), córka hrabiego Valkenburga i Heinsbergu Goswina II. Ze związku tego pochodziło sześcioro dzieci:
- Dytryk (zm. 1207), hrabia Groitzsch,
- Filip (zm. przed 1190?),
- Konrad, margrabia Łużyc,
- Henryk (zm. po 1174),
- Goswin (zm. po 1174),
- Agnieszka (zm. 1195), żona księcia Meranii Bertolda IV, matka św. Jadwigi śląskiej, żony Henryka I Brodatego.